# Bad Köstritz
Bad Köstritz is een stad in de Duitse deelstaat Thüringen, gelegen in de Landkreis Greiz. De stad telt 3.461 inwoners.
De plaats is bij bierliefhebbers bekend door het Schwarzbier, dat hier sinds 1543 wordt gebrouwen door de Köstritzer Schwarzbierbrauerei. Een bezienswaardigheid in de stad is het Heinrich Schütz-haus; het geboortehuis van de gelijknamige componist aan wie in het huis een permanente tentoonstelling is gewijd.
In Bad Köstritz is het museum Heinrich-Schütz-Haus gevestigd dat zich wijdt aan het leven en werk van de barokcomponist Heinrich Schütz.

## Geografie

### Buurgemeenten
Buurgemeenten van Bad Köstritz zijn: Caaschwitz, Hartmannsdorf (bij Gera) en Kraftsdorf in het district Greiz. Verder grenst de gemeente aan Silbitz in de Saale-Holzland-Kreis en de kreisfreie Stadt Gera.

### Bestuurlijke indeling
De gemeente bestaat uit:
- Bad Köstritz
- Gleina (bij Bad Köstritz)
- Heinrichshall
- Reichardtsdorf

## Geschiedenis
In 1364 werd Köstritz voor het eerst schriftelijk vermeld als Kostricz, in een Slavische stichtingsoorkonde.
Sinds het midden van de 19e eeuw ontwikkelde de plaats zich tot een van de bekendste bad/ en kuuroorden van Thüringen. In 1927 verkreeg Bad Köstritz het stadsrecht.
Op 1 januari 1994 werden de voordien zelfstandige gemeenten Reichardtsdorf en Gleina bei Bad Köstritz geannexeerd.

## Politiek
Naast de zelfstandige gemeente is Bad Köstritz ook vervullende gemeente voor Caaschwitz en Hartmannsdorf bei Gera.

### Gemeenteraad
Sinds de gemeenteraadsverkiezingen van 2004 zijn de 16 zetels van de gemeenteraad als volgt verdeeld:
- CDU – 9 zetels
- Onafhankelijke Lijst/Die Linkspartei – 3 zetels
- Vrije Lijst "BfBKö" – 2 zetels
- Onafhankelijke Kiesgroep – 2 zetels

### Jumelages
De gemeente Bad Köstritz heeft twee stedenbanden met andere Duitse steden:
- Bad Arolsen in Hessen
- Bitburg in Rijnland-Palts

## Beroemde personen uit (Bad) Köstritz
- Heinrich Schütz, componist
- Julius Sturm, dichter
- Werner Sylten, theoloog
- Georg Anton Benda, componist, woonde zijn laatste levensjaren in Köstritz
- Christian Deegen, oprichter van de Duitse Dahliakwekersvereniging